# Isopterygium machrisianum
Isopterygium machrisianum là một loài Rêu trong họ Hypnaceae. Loài này được (H.A. Crum) Ireland mô tả khoa học đầu tiên năm 1984.